# A Tribute to the Music of Frank Zappa
Az A Tribute to the Music of Frank Zappa az amerikai The Band From Utopia DVD-je, az 1994-es stuttgarti jazz-fesztiválon rögzített koncertjük anyagával.

## A DVD programja
1. Bamboozled By Love 5:22
2. Lucille Has Messed My Mind Up 4:23
3. Be-Bop Tango 9:43
4. Easy Meat 6:18
5. Uncle Meat 3:44
6. Sofa 2:58
7. Andy 6:17
8. Outside Now 9:52
9. The Illinois Enema Bandit 10:07

## A zenészek
- Ike Willis – gitár, ének
- Bruce Fowler – harsona
- Kurt McGettrick – baritonszaxofon
- Bobby Martin – tenorszaxofon, billentyűk, ének
- Tommy Mars – zongora, billentyűk, ének
- Tom Fowler – violin, basszusgitár
- Arthur Barrow – basszusgitár, gitár, ének
- Ed Mann – vibrafon, ütőhangszerek
- Jay Dittamo – dobok
- Chad Wackerman – dobok, ütőhangszerek